# Mieke Aerts

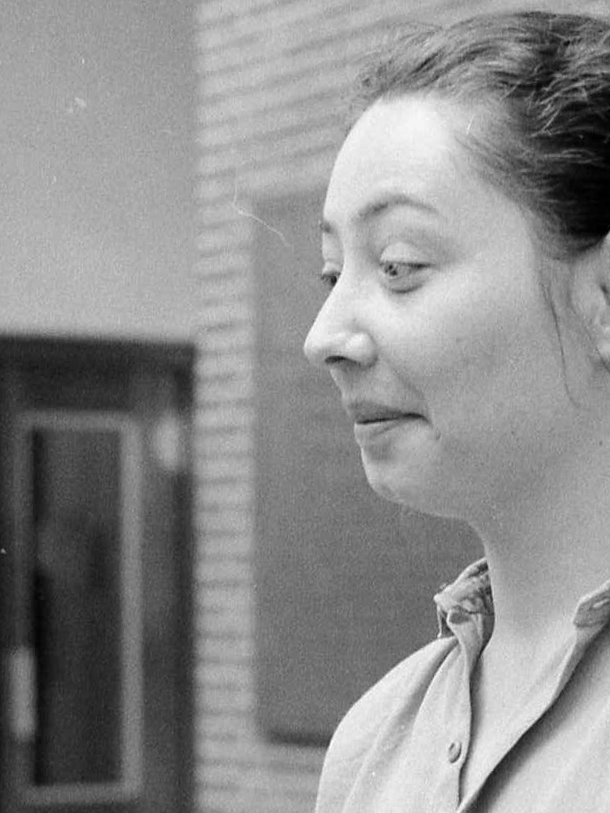
Mieke Aerts (1983)

Wilhelmina Dorothea Emma (Mieke) Aerts (Rotterdam, 1952) is een Nederlands hoogleraar moderne politieke geschiedenis in Nederland aan de Universiteit van Amsterdam.

## Biografie
Vanaf 1977 publiceerde Aerts bij de Feministische Uitgeverij Sara. Vanaf die tijd deed ze ook onderzoek bij het Sociologisch Instituut van de Universiteit van Amsterdam (UvA), bijvoorbeeld "Zoet alarm". Een onderzoek naar seksisme in de sociologie (1978) en vrouwenorganisaties in de jaren dertig (1980). Ze was toen verbonden aan de afdeling Vrouwenstudies van de sociale faculteit van de UvA (waarover in 1992 een zeer kritisch rapport verscheen dat adviseerde tot opheffing ervan). In 1988 werkte ze mee aan een studie over  biografisch-feministisch onderzoek. In 1994 promoveerde ze op De politiek van de katholieke vrouwenemancipatie. Per 1 januari 2009 werd ze benoemd tot bijzonder hoogleraar politieke geschiedenis van gender in Nederland aan de UvA, vanwege de Stichting Internationaal Informatiecentrum en Archief voor de Vrouwenbeweging; haar oratie onder de titel De Vechtjas. Strijdvragen om Sekse hield ze op 22 januari 2010. Per 1 mei 2015 werd ze benoemd tot gewoon hoogleraar moderne politieke geschiedenis in Nederland. In 2015 was ze met Lex Heerma van Voss redacteur van het themanummer 'De Vrouw 1813-1913-2013' van The Low Countries historical review.
Aerts werkte mee aan tientallen publicaties op het gebied van feminisme en vrouwenbeweging.

### Eigen werk
- [met A. Martens] Gastarbeider, lotgenoot en landgenoot? Leuven, 1978.
- De politiek van de katholieke vrouwenemancipatie. Van Marga Klompé tot Jacqueline Hillen. Amsterdam, 1994 (proefschrift).

### Vertaling
- Maria Macciocchi, Vrouwen en fascisme. Amsterdam, 1977.

- Digitale Bibliotheek voor de Nederlandse Letteren: aert041
- Gemeinsame Normdatei: 172569435
- International Standard Name Identifier: 0000 0003 8556 6400
- Library of Congress Control Number: nb2006005837
- NARCIS: PRS1317615
- Système universitaire de documentation: 103543945
- Virtual International Authority File: 310519926
- WorldCat: E39PBJvXj96qMFbqPJdXgwJbh3